# Цензори, Бьянка
Бьянка Цензори (англ. Bianca Censori, род. 5 января 1995, Мельбурн, Австралия) — австралийская фотомодель и архитектор, жена рэпера Канье Уэста.
Прославилась благодаря экстравагантным «голым» нарядам — таким как прозрачные комбинезоны и колготки без нижнего белья — в которых периодически появляется на публике.

## Биография
Родилась в Мельбурне в семье Александры и Элии «Лео» Цензори. Её бабушка и дедушка по отцовской линии, уроженцы итальянского города Джулианова, в 1960 году иммигрировали в Австралию с пятью детьми. Имеет двух младших сестёр Анджелину и Алисию.
В детстве посещала местную баптистскую школу, по окончании которой поступила в Мельбурнский университет и получила степень магистра архитектуры. Стажировалась в архитектурном бюро DP Toscano Architects (расположенном в Коллингвуде, штат Виктория). «В детстве меня постоянно тянуло к творческим начинаниям, в основном художественным. Я всегда хотела быть скульптором, и для меня архитектура — это союз искусства и прагматики» — отмечала Цензори в одном из интервью. После окончания средней школы основала ювелирный бренд Nylons Jewellery.

### Сотрудничество и отношения с Канье Уэстом
В настоящее время Цензори возглавляет архитектурный отдел в Yeezy (где работает с 2020 года), компании рэпера Канье Уэста по производству одежды.
7 декабря 2022 года Канье Уэст опубликовал в Instagram песню «Censori Overload», вдохновлённую Цензори. В том же месяце они поженились на закрытой церемонии.
В сентябре 2023 года появилась информация, что полиция Венеции начала расследование в отношении Уэста и Цензори в связи с «действиями, противоречащими общественным приличиям», после того как папарацци опубликовали фотографии в лодке где пара занималась оральным сексом: Уэст сидел со спущенными штанами, а голова Цензори находилась у него на коленях.
В день 29-летия Цензори, 5 января 2024 года, Канье Уэст опубликовал в Instagram несколько ранее не публиковавшихся фотографий со своей женой в сопровождении надписи: «С днем рождения, самая красивая, супер дрянная культовая муза, вдохновляющая талантливая художница, магистр архитектуры, [женщина] с 140 IQ, любящая быть рядом со мной каждый день, когда половина мира отвернулась от меня и самая потрясающая мачеха для наших детей, я так сильно люблю тебя, спасибо, что разделила со мной свою жизнь». В тот же день Уэст опубликовал фотографию Цензори, одетой в толстовку с изображением стервятников и белые сапоги на меху, с подписью: «Я скучаю по тебе, когда просыпаюсь раньше» (англ. I miss you when I wake up before you). 17 января, Уэст зарегистрировал эту фразу в качестве торговой марки, после чего фанаты выдвинули предположение, что она может быть названием предстоящего альбома музыканта, однако эта версия не подтвердилась .
В январе 2024 года Уэст сообщил в Instagram, что в этом году его жена будет ходить «без трусов» (англ. no pants). В следующем месяце девушка появилась на публике обнаженной, за исключением прозрачного плаща, что вызвало общественную полемику. В начале апреля 2024 года, в сопровождении своего мужа, она появилась в схожем виде в одном из ресторанов Лос-Анджелеса, а летом (в комбинезоне без белья) — на дне рождения друга рэпера. В том же году появилась информация, что во время разработки приложения YZY APP компанией Yeezy Цензори якобы отправила сотруднику ссылку для обмена файлами, содержащую откровенный сексуальный контент. Эти материалы были доступны несовершеннолетним, работавшим над приложением. Британский общественный деятель Майло Яннопулос заявил в интервью TMZ, что «Бьянка уполномочила его подчеркнуть, что выдвинутые против неё обвинения являются оскорбительными, отвратительными и абсолютно лживыми».
Летом 2024 года во время поездки в Париж Цензори вышла в свет в короткой шубе и прозрачных колготках, надетых на голое тело. По местным законам её поведение может быть расценено как преступление сексуального характера — так как она намеренно демонстрировала наготу в общественном месте — грозящее модели годом тюремного заключения и штрафом до 15 тыс. евро. После схожего случая в Токио местные жители раскритиковали «голые» образы модели и её супруга и призвали больше не приезжать в их страну, сославшись на неуважение к японской культуре. Схожий инцидент произошёл в Калифорнии после появления модели в прозрачном топе: по законам штата Цензори может грозить до одного года тюрьмы, штраф в $1000 и включение в реестр сексуальных преступников. Отмечается, что девушка одевалась схожим образом во время встреч с детьми Уэста, чем нарушила требования Ким Кардашьян. Схожий скандал произошёл на церемонии «Грэмми», где Цензори сопровождала своего супруга. Первоначально девушка появилась перед папарацци в длинной черной меховой шубе, однако, затем, сняв верхнюю одежду, осталась в прозрачном мини-платье, надетом на обнажённое тело. После этого пару попросили удалиться в сопровождении полиции, хотя Уэст в резкой форме опроверг эту информацию, заявив, что они ушли по собственному желанию.
В феврале 2025 года начали появляться сообщения о том, что Цензори планирует развестись с Уэстом после его антисемитских заявлений. Однако Яннопулос опроверг эти сообщения, назвав их необоснованными слухами. Вскоре после этого стало известно, что пара поженилась без брачного контракта. В том же месяце появились информация о том, что Уэст и Цензори расстались после двух лет брака. СМИ ссылались на источники, предполагающие, что девушке стало не по себе из-за поведения Уэста на публике и его скандальных постов в социальной чети X. Однако представитель пары опроверг слухи о расставании, заявив, что они планировали провести вместе День святого Валентина. В апреле 2025 года Уэст «слил» DJ Akademiks песню под названием «BIANCA», из своего предстоящего альбома WW3, в которой он умоляет жену вернуться. По данным прессы, из этого можно было сделать выводы, что они расстались в марте. Во время своего стрима Уэст заявил, что Цензори нужно «какое-то время, чтобы переварить твиты», подтвердив, что в настоящее время они не вместе. Кроме того, в композиции «Jesus Walks артист осуждает родственников супруги за то, что они пытаются заставить его «сидеть взаперти».
Цензори появилась на обложке альбома Vultures 1 (2024), дебютного альбома ¥$ — дуэта Канье Уэста и рэпера Ty Dolla Sign.